# Firestone Twin 275s de 2011
A 'Firestone Twin 275s de 2011' de 2011 foi a sexta corrida da temporada de 2011 da IndyCar Series. A corrida foi realizada no dia 11 de junho no Texas Motor Speedway, na cidade de Fort Worth, Texas. Nesta etapa ocorreram duas corridas, a primeira teve como vencedor o escocês Dario Franchitti, da equipe Chip Ganassi Racing, e a segunda teve como vencedor o australiano Will Power, da equipe Team Penske.

## Pilotos e Equipes
| Nº | Piloto                 | Equipe                       | Chassis | Motor | Pneu |
| -- | ---------------------- | ---------------------------- | ------- | ----- | ---- |
| 2  | Oriol Servià           | Newman/Haas Racing           | Dallara | Honda | F    |
| 3  | Hélio Castroneves      | Team Penske                  | Dallara | Honda | F    |
| 4  | J. R. Hildebrand (R)   | Panther Racing               | Dallara | Honda | F    |
| 5  | Takuma Sato            | KV Racing Technology - Lotus | Dallara | Honda | F    |
| 6  | Ryan Briscoe           | Team Penske                  | Dallara | Honda | F    |
| 06 | James Hinchcliffe (R)  | Newman/Haas Racing           | Dallara | Honda | F    |
| 7  | Danica Patrick         | Andretti Autosport           | Dallara | Honda | F    |
| 8  | Paul Tracy             | Dragon Racing                | Dallara | Honda | F    |
| 9  | Scott Dixon            | Chip Ganassi Racing          | Dallara | Honda | F    |
| 10 | Dario Franchitti       | Chip Ganassi Racing          | Dallara | Honda | F    |
| 11 | Davey Hamilton         | Dreyer & Reinbold Racing     | Dallara | Honda | F    |
| 12 | Will Power             | Team Penske                  | Dallara | Honda | F    |
| 14 | Vitor Meira            | A. J. Foyt Enterprises       | Dallara | Honda | F    |
| 18 | James Jakes (R)        | Dale Coyne Racing            | Dallara | Honda | F    |
| 19 | Alex Lloyd             | Dale Coyne Racing            | Dallara | Honda | F    |
| 22 | Justin Wilson          | Dreyer & Reinbold Racing     | Dallara | Honda | F    |
| 24 | Ana Beatriz (R)        | Dreyer & Reinbold Racing     | Dallara | Honda | F    |
| 26 | Marco Andretti         | Andretti Autosport           | Dallara | Honda | F    |
| 27 | Mike Conway            | Andretti Autosport           | Dallara | Honda | F    |
| 28 | Ryan Hunter-Reay       | Andretti Autosport           | Dallara | Honda | F    |
| 34 | Sebastian Saavedra (R) | Conquest Racing              | Dallara | Honda | F    |
| 38 | Graham Rahal           | Chip Ganassi Racing          | Dallara | Honda | F    |
| 59 | E. J. Viso             | KV Racing Technology - Lotus | Dallara | Honda | F    |
| 67 | Ed Carpenter           | Sarah Fisher Racing          | Dallara | Honda | F    |
| 77 | Alex Tagliani          | Sam Schmidt Motorsports      | Dallara | Honda | F    |
| 78 | Simona de Silvestro    | HVM Racing                   | Dallara | Honda | F    |
| 82 | Tony Kanaan            | KV Racing Technology - Lotus | Dallara | Honda | F    |
| 83 | Charlie Kimball (R)    | Chip Ganassi Racing          | Dallara | Honda | F    |
| 88 | Jay Howard             | Sam Schmidt Motorsports      | Dallara | Honda | F    |
| 99 | Wade Cunningham        | Sam Schmidt Motorsports      | Dallara | Honda | F    |

- (R) - Rookie

## Resultados

### Treino classificatório
| Pos. | Nº | Piloto                 | Equipe                       | Volta 1 | Volta 2 | Total     |
| ---- | -- | ---------------------- | ---------------------------- | ------- | ------- | --------- |
| 1    | 77 | Alex Tagliani          | Sam Schmidt Motorsports      | 24.3530 | 24.3304 | 48.6834   |
| 2    | 10 | Dario Franchitti       | Chip Ganassi Racing          | 24.3941 | 24.3767 | 48.7708   |
| 3    | 12 | Will Power             | Team Penske                  | 24.3788 | 24.4113 | 48.7901   |
| 4    | 5  | Takuma Sato            | KV Racing Technology - Lotus | 24.4196 | 24.4265 | 48.8461   |
| 5    | 67 | Ed Carpenter           | Chip Ganassi Racing          | 24.4565 | 24.4116 | 48.8681   |
| 6    | 82 | Tony Kanaan            | KV Racing Technology - Lotus | 24.4203 | 24.4754 | 48.8957   |
| 7    | 9  | Scott Dixon            | Chip Ganassi Racing          | 24.4852 | 24.4632 | 48.9484   |
| 8    | 99 | Wade Cunningham (R)    | Sam Schmidt Motorsports      | 24.4686 | 24.4818 | 48.9504   |
| 9    | 6  | Ryan Briscoe           | Team Penske                  | 24.4829 | 24.4953 | 48.9782   |
| 10   | 7  | Danica Patrick         | Andretti Autosport           | 24.5077 | 24.4800 | 48.9877   |
| 11   | 4  | J. R. Hildebrand (R)   | Panther Racing               | 24.5249 | 24.5527 | 49.0776   |
| 12   | 14 | Vitor Meira            | A.J. Foyt Enterprises        | 24.5183 | 24.5660 | 49.0843   |
| 13   | 3  | Hélio Castroneves      | Team Penske                  | 24.5566 | 24.5730 | 49.1296   |
| 14   | 2  | Oriol Servià           | Newman/Haas Racing           | 24.6079 | 24.5698 | 49.1777   |
| 15   | 06 | James Hinchcliffe (R)  | Newman/Haas Racing           | 24.5673 | 24.6228 | 49.1901   |
| 16   | 28 | Ryan Hunter-Reay       | Andretti Autosport           | 24.5964 | 24.6010 | 49.1074   |
| 17   | 83 | Charlie Kimball (R)    | Chip Ganassi Racing          | 24.6140 | 24.6161 | 49.2301   |
| 18   | 11 | Davey Hamilton         | Dreyer & Reinbold Racing     | 24.6273 | 24.6587 | 49.2860   |
| 19   | 59 | E. J. Viso             | KV Racing Technology - Lotus | 24.6509 | 24.6493 | 49.3002   |
| 20   | 38 | Graham Rahal           | Chip Ganassi Racing          | 24.6595 | 24.6616 | 49.3211   |
| 21   | 8  | Paul Tracy             | Dragon Racing                | 24.6621 | 24.6820 | 49.3441   |
| 22   | 27 | Mike Conway            | Andretti Autosport           | 24.6814 | 24.6732 | 49.3546   |
| 23   | 26 | Marco Andretti         | Andretti Autosport           | 24.7036 | 24.6595 | 49.3631   |
| 24   | 24 | Ana Beatriz            | Dreyer & Reinbold Racing     | 24.6955 | 24.6682 | 49.3637   |
| 25   | 19 | Alex Lloyd             | Dale Coyne Racing            | 24.7081 | 24.6859 | 49.3940   |
| 26   | 34 | Sebastian Saavedra (R) | Conquest Racing              | 24.6980 | 24.7185 | 49.4075   |
| 27   | 22 | Justin Wilson          | Dreyer & Reinbold Racing     | 24.7514 | 24.7193 | 49.4707   |
| 28   | 88 | Jay Howard             | Sam Schmidt Motorsports      | 24.7380 | 24.7492 | 49.4872   |
| 29   | 78 | Simona de Silvestro    | HVM Racing                   | 24.8638 | 24.8197 | 49.6835   |
| 30   | 18 | James Jakes (R)        | Dale Coyne Racing            | —       | —       | sem tempo |

- (R) - Rookie

### Corrida 1
| Pos                        | Nº | Piloto                 | Equipe                       | Voltas | Tempo      | Largada | Voltas na Liderança | Pontos |
| -------------------------- | -- | ---------------------- | ---------------------------- | ------ | ---------- | ------- | ------------------- | ------ |
| 1                          | 10 | Dario Franchitti       | Chip Ganassi Racing          | 114    | 54:47.2787 | 2       | 110                 | 25+2   |
| 2                          | 9  | Scott Dixon            | Chip Ganassi Racing          | 114    | +0.0527    | 7       | 1                   | 20     |
| 3                          | 12 | Will Power             | Team Penske                  | 114    | +0.2064    | 3       | 0                   | 18     |
| 4                          | 77 | Alex Tagliani          | Sam Schmidt Motorsports      | 114    | +0.4109    | 1       | 1                   | 17     |
| 5                          | 5  | Takuma Sato            | KV Racing Technology - Lotus | 114    | +1.4174    | 4       | 0                   | 15     |
| 6                          | 6  | Ryan Briscoe           | Team Penske                  | 114    | +1.4337    | 9       | 0                   | 14     |
| 7                          | 59 | E. J. Viso             | KV Racing Technology - Lotus | 114    | +2.1127    | 19      | 0                   | 13     |
| 8                          | 14 | Vitor Meira            | A.J. Foyt Enterprises        | 114    | +2.5355    | 12      | 1                   | 12     |
| 9                          | 38 | Graham Rahal           | Chip Ganassi Racing          | 114    | +2.8146    | 20      | 0                   | 11     |
| 10                         | 3  | Hélio Castroneves      | Team Penske                  | 114    | +4.3388    | 13      | 1                   | 10     |
| 11                         | 82 | Tony Kanaan            | KV Racing Technology - Lotus | 114    | +4.7842    | 6       | 0                   | 9      |
| 12                         | 8  | Paul Tracy             | Dragon Racing                | 114    | +7.0114    | 21      | 0                   | 9      |
| 13                         | 26 | Marco Andretti         | Andretti Autosport           | 113    | +1 volta   | 23      | 0                   | 8      |
| 14                         | 19 | Alex Lloyd             | Dale Coyne Racing            | 113    | +1 volta   | 25      | 0                   | 8      |
| 15                         | 88 | Jay Howard             | Sam Schmidt Motorsports      | 113    | +1 volta   | 28      | 0                   | 7      |
| 16                         | 7  | Danica Patrick         | Andretti Autosport           | 113    | +1 volta   | 10      | 0                   | 7      |
| 17                         | 22 | Justin Wilson          | Dreyer & Reinbold Racing     | 113    | +1 volta   | 27      | 0                   | 6      |
| 18                         | 67 | Ed Carpenter           | Chip Ganassi Racing          | 113    | +1 volta   | 5       | 0                   | 6      |
| 19                         | 28 | Ryan Hunter-Reay       | Andretti Autosport           | 113    | +1 volta   | 16      | 0                   | 6      |
| 20                         | 06 | James Hinchcliffe (R)  | Newman/Haas Racing           | 113    | +1 volta   | 15      | 0                   | 6      |
| 21                         | 2  | Oriol Servià           | Newman/Haas Racing           | 112    | +2 voltas  | 14      | 0                   | 6      |
| 22                         | 24 | Ana Beatriz            | Dreyer & Reinbold Racing     | 112    | +2 voltas  | 24      | 0                   | 6      |
| 23                         | 4  | J. R. Hildebrand (R)   | Panther Racing               | 112    | +2 voltas  | 11      | 0                   | 6      |
| 24                         | 27 | Mike Conway            | Andretti Autosport           | 112    | +2 voltas  | 22      | 0                   | 6      |
| 25                         | 18 | James Jakes (R)        | Dale Coyne Racing            | 112    | +2 voltas  | 30      | 0                   | 5      |
| 26                         | 78 | Simona de Silvestro    | HVM Racing                   | 111    | +3 voltas  | 29      | 0                   | 5      |
| 27                         | 11 | Davey Hamilton         | Dreyer & Reinbold Racing     | 109    | +5 voltas  | 18      | 0                   | 5      |
| 28                         | 34 | Sebastian Saavedra (R) | Conquest Racing              | 97     | +17 voltas | 26      | 0                   | 5      |
| 29                         | 99 | Wade Cunningham (R)    | Sam Schmidt Motorsports      | 92     | Contato    | 8       | 0                   | 5      |
| 30                         | 83 | Charlie Kimball (R)    | Chip Ganassi Racing          | 91     | Contato    | 17      | 0                   | 5      |
| Relatório[ligação inativa] |    |                        |                              |        |            |         |                     |        |

- (R) - Rookie

### Corrida 2
| Pos                        | Nº | Piloto                 | Equipe                       | Voltas | Tempo      | Largada | Voltas na Liderança | Pontos |
| -------------------------- | -- | ---------------------- | ---------------------------- | ------ | ---------- | ------- | ------------------- | ------ |
| 1                          | 12 | Will Power             | Team Penske                  | 114    | 48:08.9739 | 3       | 68                  | 27     |
| 2                          | 9  | Scott Dixon            | Chip Ganassi Racing          | 114    | +0.9466    | 18      | 1                   | 20     |
| 3                          | 6  | Ryan Briscoe           | Team Penske                  | 114    | +4.6524    | 12      | 3                   | 18     |
| 4                          | 3  | Hélio Castroneves      | Team Penske                  | 114    | +9.5738    | 6       | 1                   | 16     |
| 5                          | 82 | Tony Kanaan            | KV Racing Technology - Lotus | 114    | +14.3723   | 1       | 39                  | 15     |
| 6                          | 26 | Marco Andretti         | Andretti Autosport           | 114    | +16.9488   | 27      | 0                   | 14     |
| 7                          | 10 | Dario Franchitti       | Chip Ganassi Racing          | 114    | +18.4374   | 28      | 0                   | 13     |
| 8                          | 7  | Danica Patrick         | Andretti Autosport           | 114    | +18.5558   | 20      | 0                   | 12     |
| 9                          | 28 | Ryan Hunter-Reay       | Andretti Autosport           | 114    | +21.7976   | 5       | 0                   | 11     |
| 10                         | 59 | E. J. Viso             | KV Racing Technology - Lotus | 114    | +24.0923   | 29      | 2                   | 10     |
| 11                         | 14 | Vitor Meira            | A.J. Foyt Enterprises        | 114    | +24.6397   | 7       | 0                   | 9      |
| 12                         | 5  | Takuma Sato            | KV Racing Technology - Lotus | 113    | +1 volta   | 25      | 0                   | 9      |
| 13                         | 8  | Paul Tracy             | Dragon Racing                | 113    | +1 volta   | 14      | 0                   | 8      |
| 14                         | 77 | Alex Tagliani          | Sam Schmidt Motorsports      | 113    | +1 volta   | 16      | 0                   | 8      |
| 15                         | 2  | Oriol Servià           | Newman/Haas Racing           | 113    | +1 volta   | 17      | 0                   | 7      |
| 16                         | 67 | Ed Carpenter           | Chip Ganassi Racing          | 113    | +1 volta   | 10      | 0                   | 7      |
| 17                         | 27 | Justin Wilson          | Dreyer & Reinbold Racing     | 113    | +1 volta   | 26      | 0                   | 6      |
| 18                         | 4  | J. R. Hildebrand (R)   | Panther Racing               | 113    | +1 volta   | 21      | 0                   | 6      |
| 19                         | 06 | James Hinchcliffe (R)  | Newman/Haas Racing           | 113    | +1 volta   | 9       | 0                   | 6      |
| 20                         | 88 | Jay Howard (R)         | Sam Schmidt Motorsports      | 113    | +1 volta   | 13      | 0                   | 6      |
| 21                         | 22 | Justin Wilson          | Dreyer & Reinbold Racing     | 113    | +1 volta   | 30      | 0                   | 6      |
| 22                         | 24 | Ana Beatriz            | Dreyer & Reinbold Racing     | 113    | +1 volta   | 15      | 0                   | 6      |
| 23                         | 83 | Charlie Kimball (R)    | Chip Ganassi Racing          | 112    | +2 voltas  | 8       | 0                   | 6      |
| 24                         | 19 | Alex Lloyd             | Dale Coyne Racing            | 112    | +2 voltas  | 19      | 0                   | 6      |
| 25                         | 11 | Davey Hamilton         | Dreyer & Reinbold Racing     | 112    | +2 voltas  | 24      | 0                   | 5      |
| 26                         | 99 | Wade Cunningham (R)    | Sam Schmidt Motorsports      | 112    | +2 voltas  | 2       | 0                   | 5      |
| 27                         | 78 | Simona de Silvestro    | HVM Racing                   | 111    | +3 voltas  | 22      | 0                   | 5      |
| 28                         | 18 | James Jakes (R)        | Dale Coyne Racing            | 111    | +3 voltas  | 23      | 0                   | 5      |
| 29                         | 34 | Sebastian Saavedra (R) | Conquest Racing              | 111    | +3 voltas  | 11      | 0                   | 5      |
| 30                         | 38 | Graham Rahal           | Chip Ganassi Racing          | 104    | +10 voltas | 4       | 0                   | 5      |
| Relatório[ligação inativa] |    |                        |                              |        |            |         |                     |        |

- (R) - Rookie

## Tabela do campeonato após a corrida
Observe que somente as dez primeiras posições estão incluídas na tabela.
| Pos | Var     | Piloto           | Pontos |
| --- | ------- | ---------------- | ------ |
| 1   | Estável | Will Power       | 239    |
| 2   | Estável | Dario Franchitti | 218    |
| 3   | Aumento | Scott Dixon      | 169    |
| 4   | Baixa   | Oriol Servià     | 165    |
| 5   | Baixa   | Tony Kanaan      | 159    |

| Pos | Var     | Piloto               | Pontos |
| --- | ------- | -------------------- | ------ |
| 6   | Aumento | Ryan Briscoe         | 146    |
| 7   | Baixa   | Graham Rahal         | 136    |
| 8   | Aumento | Alex Tagliani        | 135    |
| 9   | Baixa   | J. R. Hildebrand (R) | 125    |
| 10  | Aumento | Takuma Sato          | 118    |